# Piacsek András
Piacsek András, névváltozata: Piácsek (Mikepércs, 1896. november 12. – Budapest, 1972. április 10.) magyar állattenyésztő, szakpolitikus.

## Élete
Piacsek Sándor és Jancsó Irén fiaként született. Középiskolai tanulmányai után a debreceni gazdasági akadémián szerzett oklevelet. 1922–1934 között Hajdú vármegye gazdasági felügyelőségén, majd 1934-tól 1938-ig a Földművelésügyi Minisztériumban volt előadó. 1938–42 között a Tiszántúli és az Alföldi Állattenyésztő Egyesületek Szövetségének igazgatójaként tevékenykedett. 1945-től a Földművelésügyi Minisztérium állattenyésztési osztályán volt országos gazdasági felügyelő, illetve miniszteri biztos, majd 1950-től a Tenyészállatforgalmi Igazgatóság főelőadója lett, később a Vásárosnaményi Állattenyésztési Állomást vezette igazgatói minőségben. Kutatói munkássága középpontjában a szarvasmarhatenyésztés, s ezen belül a keresztezéssel történő fajtajavítás állt, de foglalkozott a rét-legelőgazdálkodás kérdéseivel is.